# Pernersdorf
Pernersdorf là một thị trấn ở huyện Hollabrunn trong bang Niederösterreich, ở nước Áo. Đô thị này có diện tích 25,81 km², dân số năm 2001 là 1031 người.